# Melanoplinae
Melanoplinae là một phân họ châu chấu từ họ Acrididae. Chúng phân bố tại Holarctic và vùng Neotropic. Đây là một trong hai phân họ lớn nhất của Acrididae. Đến năm 2001, phân họ này đã có hơn 800 loài, hơn 100 chi và 7 tông.

## Tông và chi lựa chọn
- Conalcaeini
- Dactylotini
- Dichroplini
- Jivarini
- Melanoplini
  - Melanoplus
- Podismini (sometimes in Catantopinae)
  - Chortopodisma
  - Cophopodisma
  - Epipodisma
  - Italopodisma
  - Micropodisma
  - Miramella
  - Odontopodisma
  - Oropodisma
  - Parapodisma
  - Peripodisma
  - Podisma
  - Pseudopodisma
  - Pseudoprumna
  - Zubovskya
- Prumnini
- incertae sedis
  - Agnostokasia
  - Aidemona
  - Akamasacris
  - Apacris
  - Karokia
  - Neopedies
  - Nisquallia
  - Parascopas
  - Pedies
  - Propedies
  - Pseudoscopas
  - Psilotettix
  - Radacris
  - Rhabdotettix
  - Tijucella

## Hình ảnh

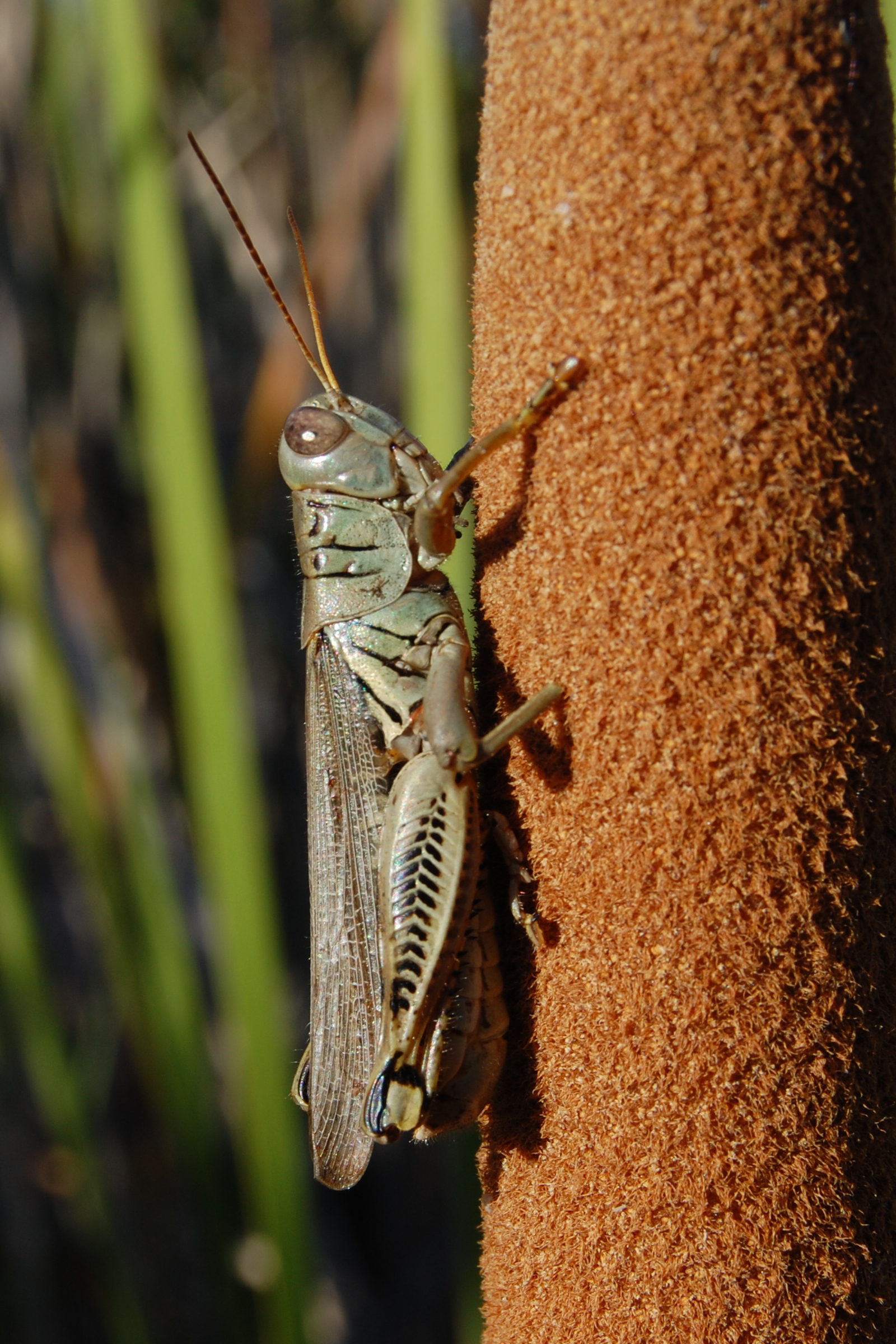
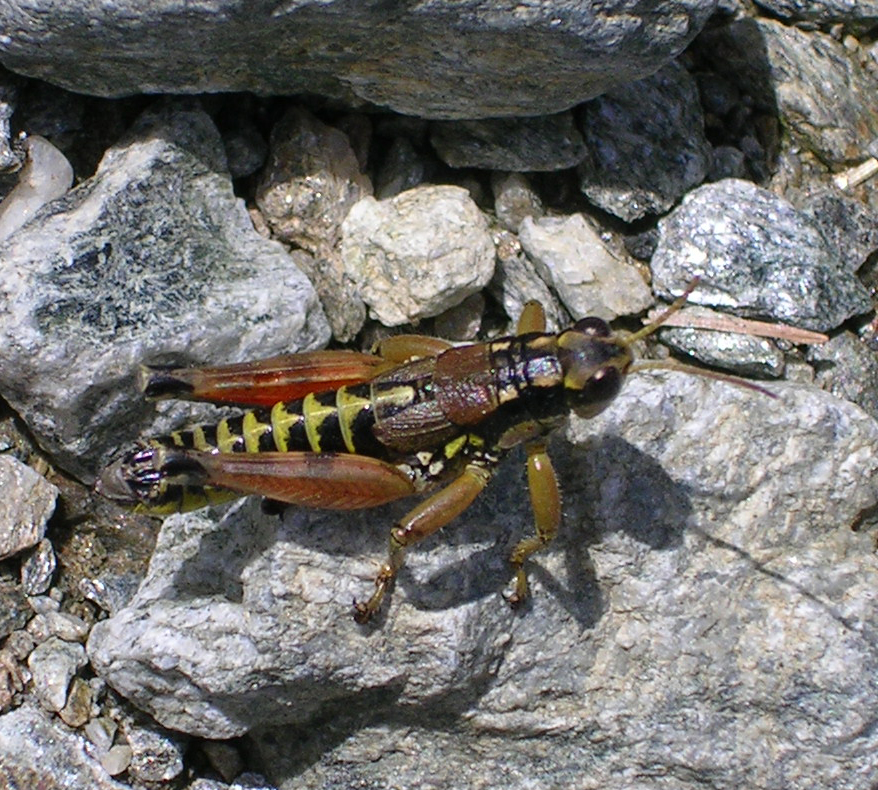
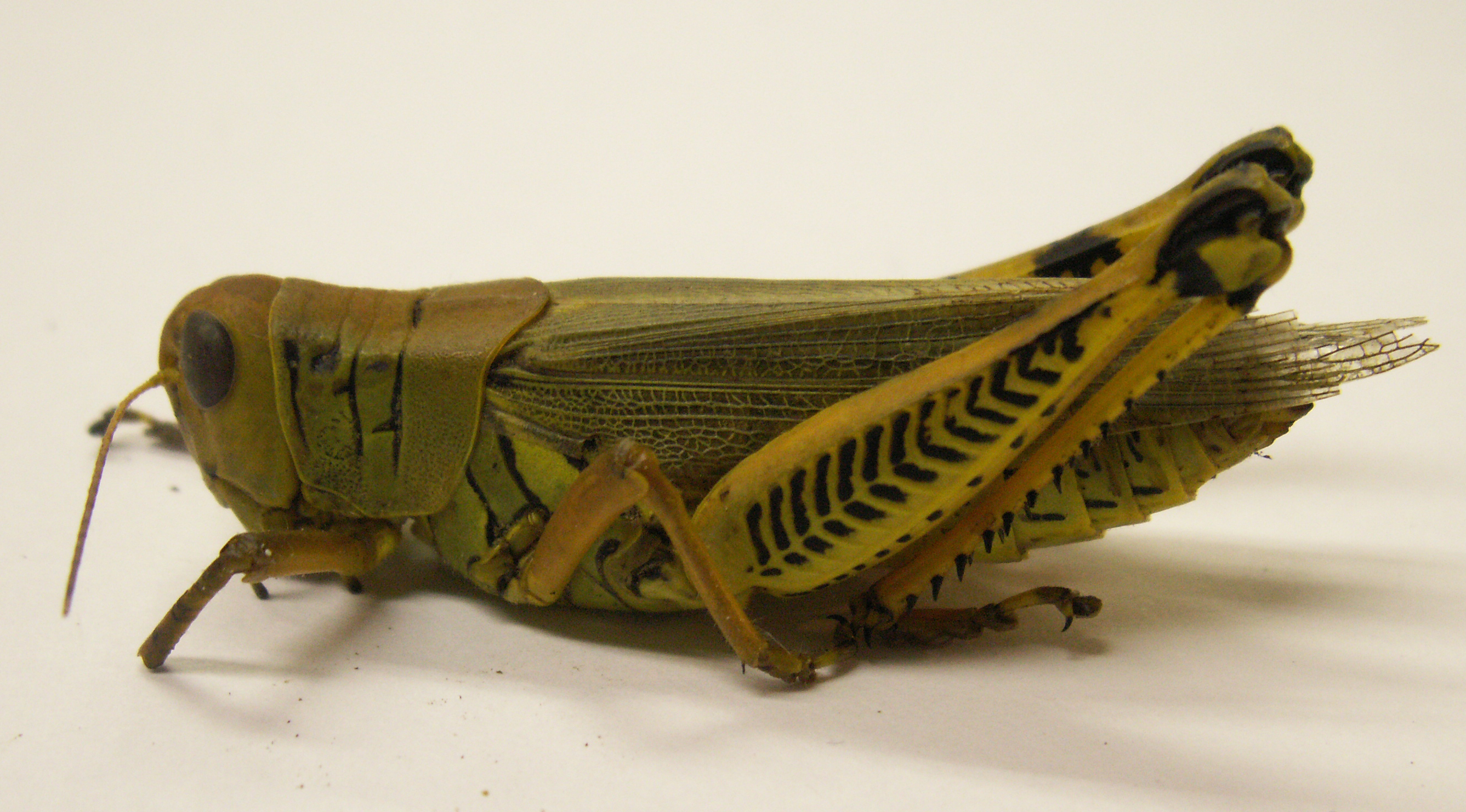